# Górki (gmina Dębe Wielkie)
Górki – wieś sołecka w Polsce położona w województwie mazowieckim, w powiecie mińskim, w gminie Dębe Wielkie.
W latach 1975–1998 miejscowość należała administracyjnie do województwa siedleckiego.
W Górkach znajduje się Szkoła Podstawowa im. Szarych Szeregów.
Spis powszechny w 2011 ustalił populację wsi na 474 osoby. Według danych przedstawionych przez władze gminne w 2020 było ich 558.
Wierni Kościoła rzymskokatolickiego należą do parafii św. Wawrzyńca w Gliniance,
lub do parafii Świętych Apostołów Piotra i Pawła w Dębem Wielkim.